# Завадів (Стрийський район)

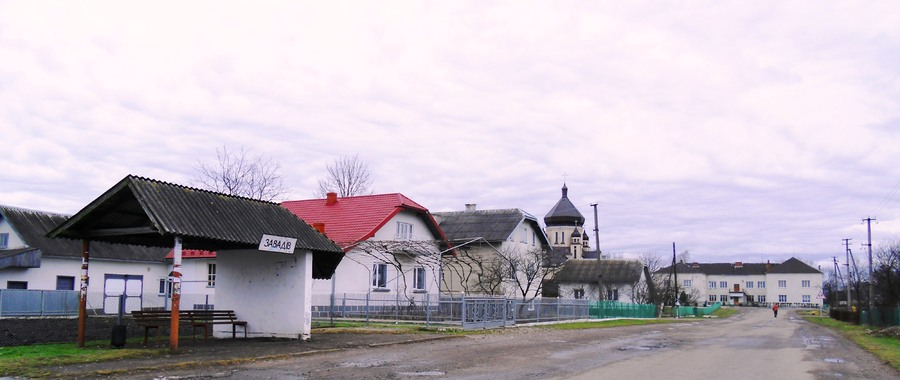
село Завадів

Зава́дів — село в Україні, у Стрийській міській територіальній громаді Стрийського району Львівської області. Населення становить 1197 осіб (2001).

## Політика

### Парламентські вибори, 2019
На позачергових парламентських виборах 2019 року у селі функціонувала окрема виборча дільниця № 461460, розташована у приміщенні будинку культури.
Результати
- зареєстровано 913 виборців, явка 66,16 %, найбільше голосів віддано за партію «Голос» — 24,83 %, за «Слугу народу» — 21,52 %, за «Європейську Солідарність» — 18,71 %.[1] В одномандатному окрузі найбільше голосів отримав Андрій Гергерт (Всеукраїнське об'єднання «Свобода») — 36,98 %, за Олега Канівця (Громадянська позиція) — 21,56 %, за Володимира Наконечного (Слуга народу) — 12,44 %[2].

## Відомі люди
- Артур Голдхаммер[pl] (1859—1929) — доктор права, юрист, землевласник, господарський, політичний і громадський діяч, володів маєтком в селі.
- Охримович Степан Богданович (1905—1931) — член-засновник ОУН, 3-й крайовий провідник ОУН, похований на сільському цвинтарі 12 квітня 1931 року.
- Корінець Дмитро Васильович (07.11.1913–29.07.1944) — псевд. «Бористен», «Гриць», Шеф Штабу Воєнної Округи УПА «Заграва» (Рівненське Полісся), к-р рейдуючого куреня, сотник, майор УПА.
- Бурдяк Юрій Васильович (1991—2014) — молодший сержант Збройних сил України, учасник російсько-української війни.
- Царевич Роман Михайлович (1997—2024) — молодший сержант Збройних Сил України, учасник російсько-української війни.

## Пам'ятки
В селі встановлено два пам'ятники Тарасові Шевченку, один з яких є одним із найстаріших пам'ятників Тарасові Шевченку, саме він є першим пам'ятником у Україні на якиму поета зображено у повний зріст. Ініціатором спорудження першого на Стрийщині і в Україні пам'ятника Великому Кобзареві був поет Іван Франко, згодом композитор Остап Нижанківський перейнявся ідеєю і з наближенням 100-річчя від дня народження Тараса Шевченка 1914 року озвучив її та діяльно взявся за втілення в життя. Очевидно, певні кошти на це знайшов крайовий молочарський кооператив «Маслосоюз», котрий діяв з 1904 року в Завадові з ініціативи отця О. Нижанківського. Роботу з встановлення пам'ятника здійснив скульптор А. Видра[джерело?].
Також в сільському греко-католицькому храмі зберігся образ святого Юрія на коні — остання монументальна праця Олекси Харківа, виконана у співавторстві з початкуючим художником Зеноном Охримовичем. Вона була знайдена у січні 2003 р..